# Sophie Tucker
Sophie Tucker, född som Sofia "Sonya" Kalish (Ukrainska: Софія «Соня» Калиш) den 13 januari 1887 i Tulchyn i Guvernementet Podolien i Lillryssland, Kejsardömet Ryssland (i nuvarande Vinnytsia oblast, Ukraina), död 9 februari 1966 i New York City, var en amerikansk sångerska och skådespelerska.
Tucker spelade in åtskilliga grammofonskivor och medverkade i filmer som Broadways melodi 1938 (1937) och Född till gentleman (1937).

## Diskografi (urval)
Album (solo)
- 1945 – Sophie Tucker: A Collection Of Songs She Has Made Famous
- 1954 – Golden Jubilee (Fifty Golden Years)
- 1954 – Cabaret Days
- 1955 – Her Latest And Greatest Spicy Songs
- 1956 – The Spice Of Life
- 1956 – Bigger And Better Than Ever
- 1956 – The Great Sophie Tucker
- 1960 – Sophie Tucker In Person
- 1967 – Greatest Hits
- 2009 – Sophie Tucker: Origins of the Red Hot Mama, 1910–1922
- 2017 – Her Latest And Greatest Spicy Songs / My Dream

## Filmografi (urval)
- 1929 – Honky Tonk
- 1934 – Gay Love
- 1937 – Broadway Melody of 1938 (sv: Broadways melodi 1938)
- 1937 – Thoroughbreds Don't Cry (sv: Född till gentleman)
- 1944 – Follow the Boys
- 1944 – Sensations of 1945
- 1957 – The Joker Is Wild